# Aage Oxenvad
Aage Oxenvad est un clarinettiste danois né le 16 janvier 1884 à Gettrup dans le nord du Jutland et mort le 13 avril 1944.
Né dans la famille d’un paysan également musicien amateur, Oxenvad apprend la flûte et participe avec son père aux fêtes villageoises. Il se tourne vers la clarinette à l’âge de douze ans, en visitant Copenhague où il se rend ensuite tous les quinze jours pour prendre des cours particuliers avec Karl Skjerne, clarinette solo à la Chapelle Royale et lui-même élève de Richard Mühlfeld. De 1903 à 1905, il fait ses études au Conservatoire Royal, puis se perfectionne à Paris. En 1909, il devient clarinettiste à l'orchestre royal du Danemark et y reste jusqu’à sa mort. Oxenvad est le premier clarinettiste danois à jouer de la clarinette adoptant le système Boehm (les musiciens des époques précédentes utilisaient des clarinettes Oehler).
Oxenvad se présente comme musicien de chambre et comme soliste. Il joue dans le Quintette à vent danois, pour lequel Carl Nielsen a écrit son Quintette à vent. C’est également Oxenvad qui crée le Concerto pour la clarinette de ce même compositeur en 1928.